# Сонмох Андо
Сонмох Андо (Hypnum andoi) — вид мохів порядку гіпнобрієвих (Hypnales).

## Поширення
Ареал охоплює такі частини світу: Європа, Макаронезія, Північна Америка.
Населяє вертикальні поверхні стовбурів дерев і скель; на висотах від 0 до 2000 метрів.

## Галерея

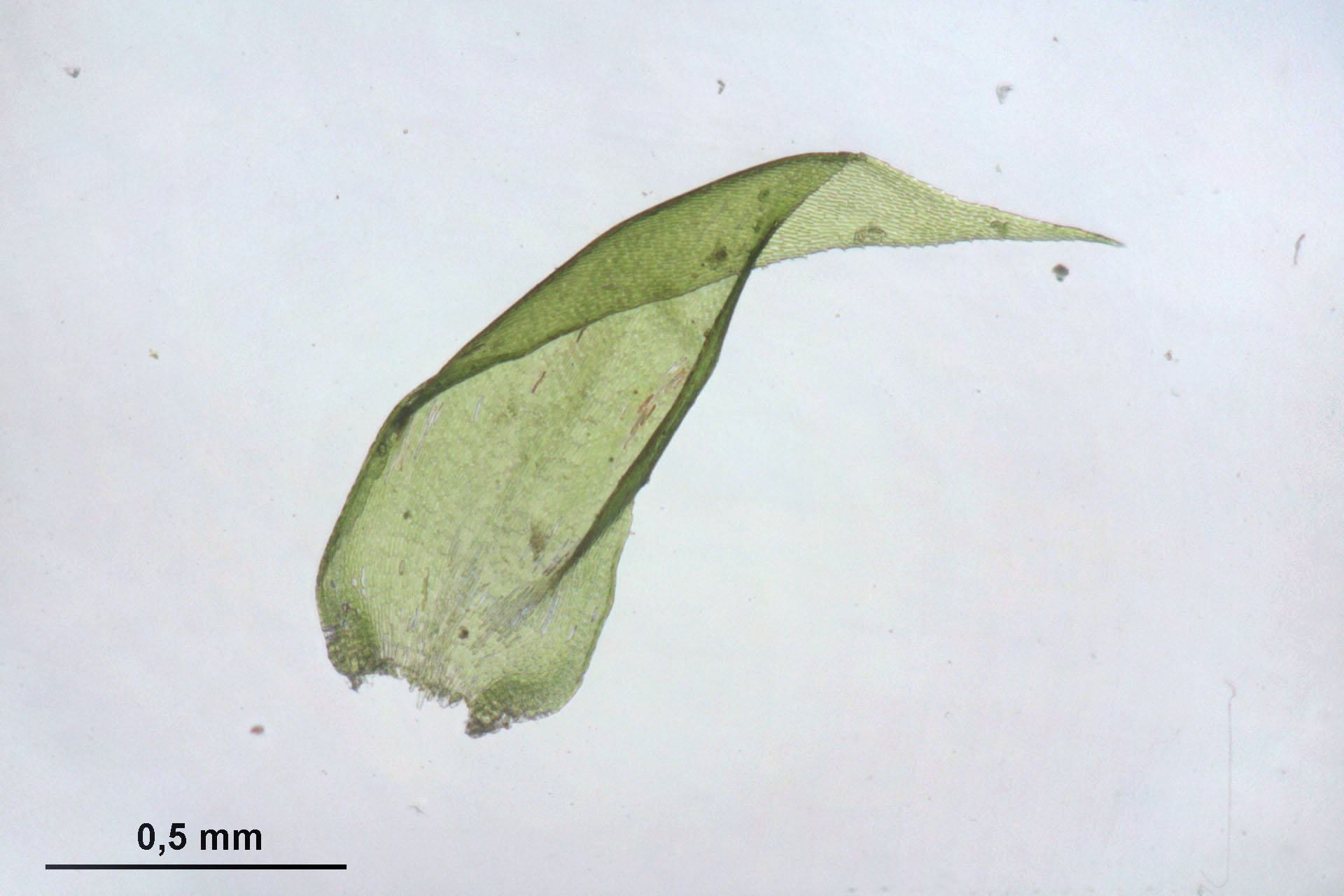
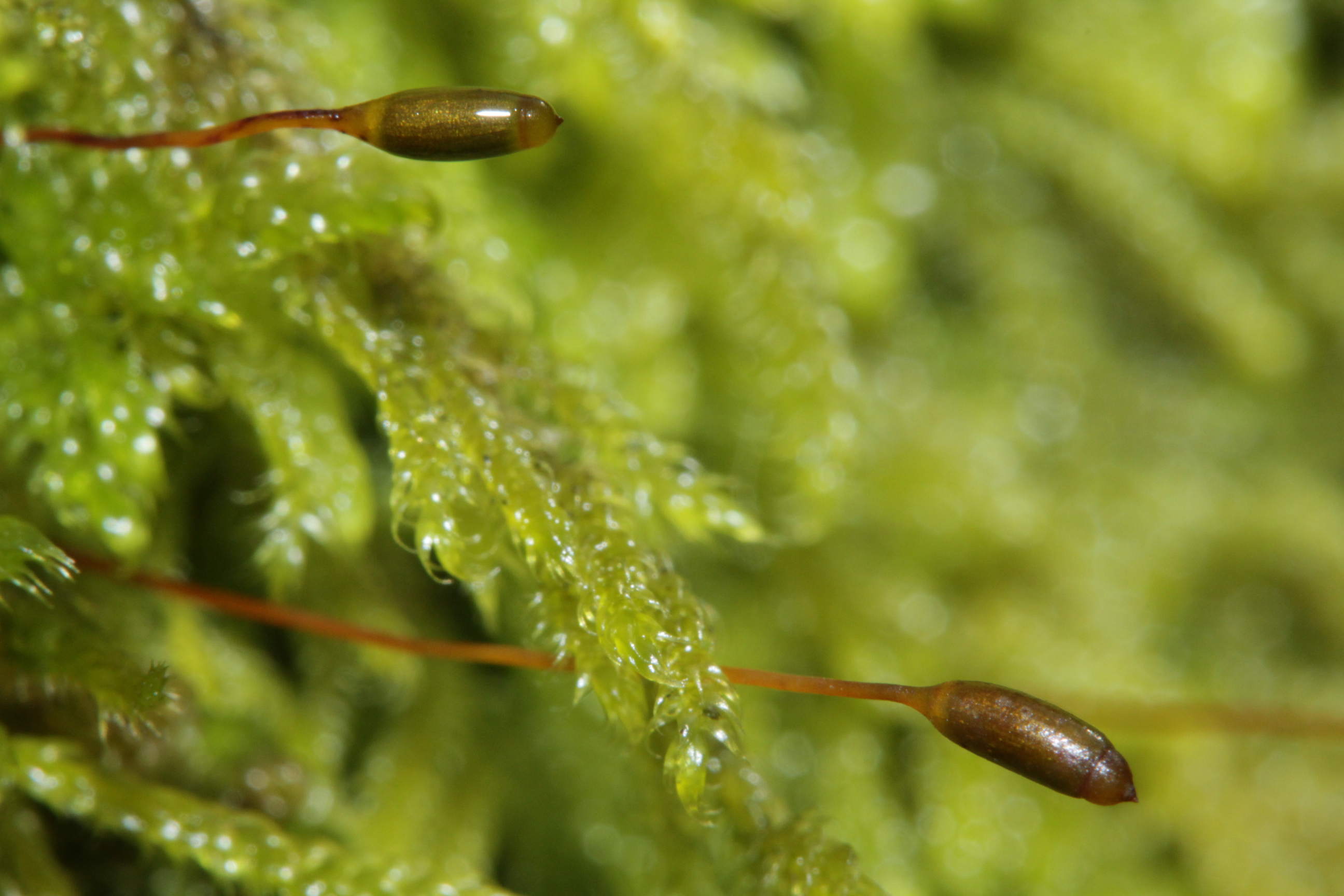
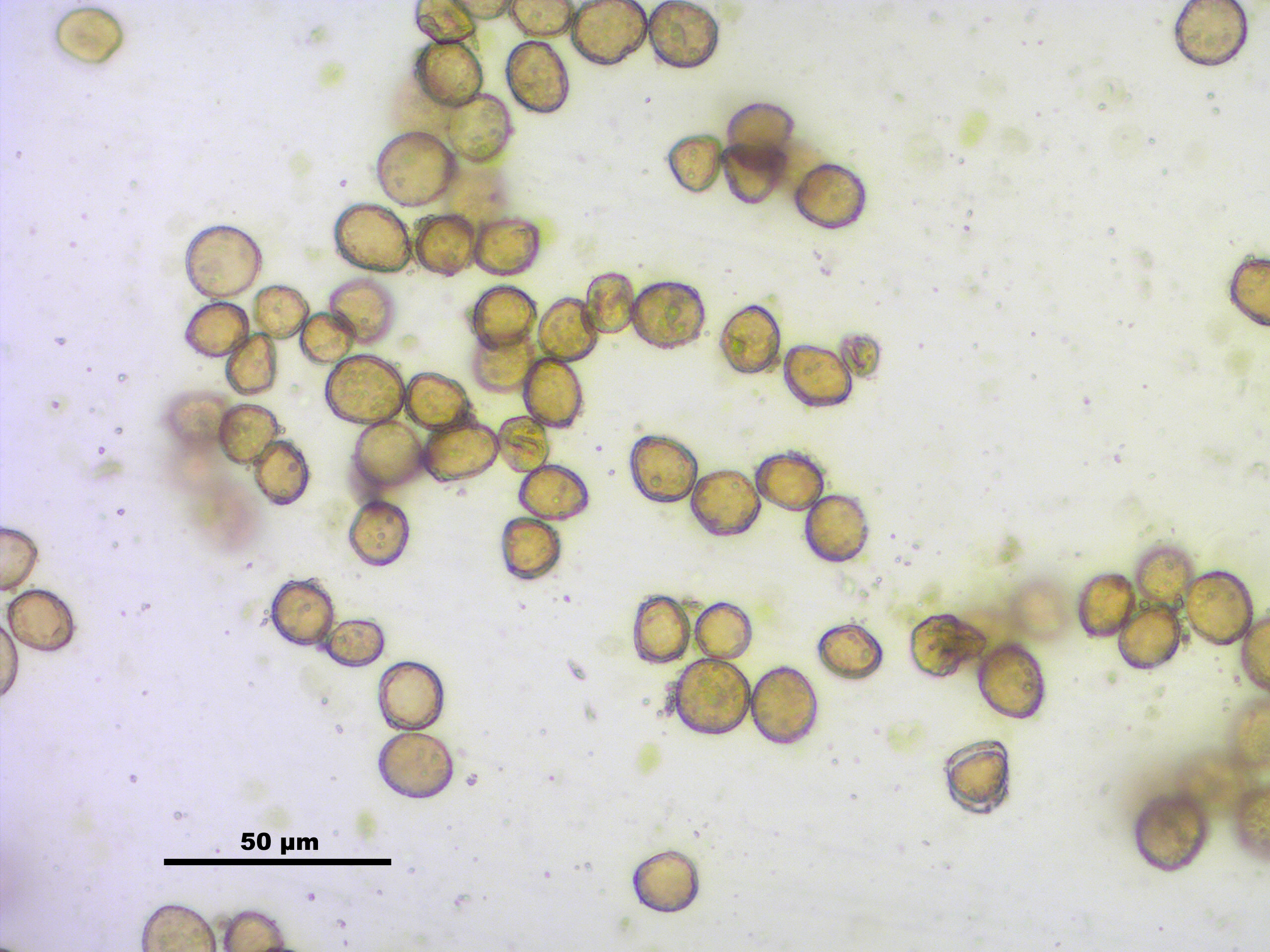

## Характеристика
Рослини дрібні, від світло-зеленого до жовтуватого кольору. Стебла 2–8 см, блідо-жовтувато-коричневі, повзучі, зазвичай неправильно або рівномірно перисті в горизонтальній площині, гілки 1–2 см. Листки (щільно складчасті) яйцювато- чи видовжено-ланцетні, поступово звужуються до верхівки, 1–1.8 × 0.3–0.6 мм; краї часто загнуті біля основи, різко зубчасті. Вид дводомний. Коробочкові ніжки від жовтуватих до червонуватих, 0.1–1.7(2) см. Коробочка від прямої до похиленої, від жовтуватого до червонуватого кольору, видовжено-циліндрична, 1.5–1.8(2) мм.